# Etnografia Țării Bârsei
Etnografia Țării Bârsei a fost studiată încă din secolul XIX de erudiți precum George Barițiu, Andrei Bârseanu, Jan Urban Jarnik, Ovid Densușianu și alții. În lucrările consacrate acestui subiect se remarcă bogăția manifestărilor cultural-spirituale multietnice, în această zonă a României.
Premergător acestor studii, se remarcă informațiile ce se pot desprinde din actele judecătorești ale magistratului din Brașov. În acestea se regăsesc de multe ori date despre situația celor ce au neînțelegeri de rezolvat: așezarea satului, structura gospodăriei, acareturile acesteia, materialul din care e construită și vechimea ei, piesele de mobilier din interiorul casei, uneltele din gospodărie și ustensilele casnice, mijloacele de transport și modul lor de folosire, piesele de îmbrăcăminte, felul și proveniența lor. De asemenea sunt consemnate date despre viața socială a colectivității respective, viața de familie, obiceiurile de nuntă și de înmormântare etc.

## Arte și meșteșuguri

### Ceramica
Centrul de ceramică românească de la Tohanu Nou, a fost, timp de aproape patru secole, cel mai important de acest fel din sud-estul Transilvaniei. Specifice acesteia sunt motivele stelare și cele în spirală, pe fundal alb și conturate cu nuanțe închise de albastru. Blidele au o margine ușor ondulată și
decorată cu frunze de salcâm.
Centrul de ceramică de la Brașov s-a remarcat prin vasele de tip amforoid, cănile de vin și de breaslă, cănile drepte sau tronconice pentru bere, blidele și castroanele produse aici. Motivele specifice acestei ceramici sunt în special laleaua, „pomul vieții” și floarea soarelui, maniera barocă de ornamentare, precum și folosirea albastrului de cobalt pe angobă albă-gălbuie.

### Prelucrarea lemnului
Lemnul a fost lucrat din vechime, mai ales în zonele tradițional-păstorești din Țara Bârsei. În 1559, doi meșteri din Săcele i-au fost trimiși voievodului Alexandru Lăpușneanul pentru a-i instala un fierăstrău. Un an mai târziu, judele brașovean a dispus să se facă toate instrumentele necesare celor opt fierăstraie angajate.
O gamă largă de procedee și ornamente pot fi întâlnite la gospodăriile de lemn din zona Branului, la porțile mocănești cu policioară din Săcele, la obiectele casnice și la unelte (păpușarele pentru caș, bâtele ciobănești, linguri și căușuri etc.) Se remarcă tehnicile variate de prelucrare: prin cioplire, crestare, incizie, înfășurare cu metal, pirogravură și pictură (ultimele două procedee mai ales în cazul furcilor de tors din zona Săcele).
Mobilierul țărănesc este decorat fie prin cioplire (în zona Bran), fie prin pictare policromă a unor motive florale, antropomorfe sau simbolice. Specifică Brașovului îi este lada brașoveană, solid făcută și bogat ornamentată policrom. De asemenea, meșterii maghiari au fost renumiți în secolul XIX pentru piesele de mobilă sculptate și pictate, fabricate la Turcheș, în Săcele. Tot artei populare maghiare îi aparțin stâlpii funerari sculptați din Crizbav și Apața.

### Pictura
În afară de pictura decorativă, utilizată la produsele din lemn sau ceramică, această artă s-a manifestat cu precădere în centrele de pictare a icoanelor, Șcheiul fiind cel mai renumit din acest punct de vedere.
Cea mai veche icoană pe sticlă, păstrată până azi și datată, este din 1780 și a fost realizată de Ioniță Zugravul. Icoanele șcheiene se remarcă prin coloritul lor viu (verde, roșu vermillon, albastru și alb), precum și prin trăsăturile viguroase, sigure.

### Țesături
Țesăturile au reprezentat o ocupație de bază a țărănimii și a meșteșugarilor din Țara Bârsei. Se remarcă centrele tradiționale din Brașov, Dârste, Bran și Săcele. Se diferențiază trei categorii funcționale a țesăturilor: pentru uz gospodăresc, pentru interiorul locuințelor și pentru port.
Ornamentele pentru țesăturile decorative se remarcă prin elementele geometrice cu reprezentări fitomorfe și vărgi alternative. Coloritul specific Țării Bârsei este roșu-vișiniu, albastru închis și roșu cu negru pe alb, în cazul românilor, cu un specific aparte în cazul satelor brănene unde se întâlnește vărgătura galben-portocalie. 
Straiele se prelucrau în dârste, instalații care îngroșau țesătura de postav. Un cartier din Brașov poartă numele de Dârste, iar pe vremuri, în centrul Cetății se afla un târg al straielor. Produsul finit se folosea în scopuri proprii sau se vindea. Un alt material era buboul, un postav țărănesc întrebuințat în păturile de jos ale orășenimii și la țară pentru confecționarea hainelor de iarnă. Acesta era singurul scutit de vamă în Țara Românească, în secolul XV. Pentru o cergă se pălăteau 2 bani, iar pentru zeghe (sau pănură) unul. În 1748, i se permitea pivei din Codlea să-și continue activitatea, cu condiția să producă numai zeghe. Orice altă stofă putea fi confiscată de breasla țesătorilor de lână. În 1776, breasla lânarilor din Brașov a făcut subiectul unei anchere guberniale, datorită stării jalnice la care ajunsese. Aceasta se justifica prin înmulțirea extrabreslașilor români, care vindeau țesături, și propunea desființarea ori limitarea pivelor din district. De asemenea amintea că înainte vreme, în afara breslei erau permise doar două pive (la Zărnești și Tohan), ce produceau postav cât să ajungă nevoilor proprii ale casei.
Interioarele caselor maghiarilor sunt decorate cu țesături și alesături monocrome (în nuanțe roșii, albastre sau negre), paturile având perne ornate la capete și cearșafuri vărgate.
Sașii dispun de o tehnică a brodatului aparte, monocromă, în nuanțele roșu, vânăt sau negru pe alb. Diversitatea țesăturilor e mare: fețe de masă, perne, prosoape, draperii, fețe de plapumă, perdele etc., multe decorate cu motive zoomorfe și florale. De asemenea, caracteristic sașilor sunt perdelele poroase din Ghimbav și săculețele de pânză, puse pe perete, din Vulcan.

## Portul popular

### La români
De-a lungul secolelor, în Țara Bârsei s-a ajuns la un port specific, cu puternice tente urbane, mai ales la cel din Șchei sau Săcele.
Ținuta șcheiencelor sau a săcelencelor este caracterizată prin fast: rochiile sunt largi, din brocate sau mătăsuri, cu veste având cusuți bumbi prețioși, cu brâne încheiate cu paftale de metal și semănate cu pietre scumpe, cu salbe la gât și mantale de atlas, tivite cu blănuri. În picioare purtau ghete sau pantofi. Bărbații au păstrat însă portul simplu, ei având cămașă albă din pânză țesută, cioareci de dimie albă și căciula pătrată mare. Un loc aparte îl ocupă portul junilor brașoveni, fastuos și decorat cu migală.
Brănenii poartă un costum popular cu certe influențe din zona Muscelului. Femeile îmbracă fotă roșie, vărgată vertical cu galben și negru, ori cu pulpene și ie cu mânecă răsucită sau cămașă cu pumni. Fetele și femeile tinere poartă pălărie.

### La sași
Portul sașilor din Țara Bârsei deține câteva elemente caracteristice: cilindrul din catifea neagră, purtat pe cap de fete, având panglici roșii ce atârnă lung pe spate, scufița neagră de catifea, legată sub bărbie, purtată de femei, fustele largi din stofe de diferite culori, având șorțul bogat ornamentat, mantaua neagră din postav — purtată de femei — și cea albastră, a bărbaților (din Hălchiu și Prejmer), precum și pieptarele din blană de miel (în Ghimbav, Râșnov și Sânpetru), cu deschidere laterală.

### La maghiari
Portul popular al maghiarilor din Țara Bârsei este asemănător cu cel din restul Transilvaniei, mai ales în cazul pieselor pentru găteala capului. Cămășile fetelor din Apața și Crizbav sunt cusute cu fir roșu, cele ale femeilor sunt cusute „pe crețuri”, iar șorțurile — dantelate.

## Dispunerea așezărilor
Specific românești sunt așezările cu vatră, către care converg toate celelalte străzi, radial. Un exemplu elocvent îl prezintă Șcheiul.
Sașii au adus obiceiurile lor din zona de baștină, clădind casele după un plan caroiat și alungit. Exista o stradă principală, alungită, de-a lungul cărora se succedau case cu arhitectură identică (ca de exemplu la Cristian). În cazul în care existau mai multe străzi principale (așezarea compactă), legătura între acestea se făcea prin ulițe transversale (în cartierele săsești din Brașov, spre exemplu, sau în Râșnov). Aceste străzi pot să conveargă într-o piațetă centrală, mai ales în zona de șes, unde se întâlnește satul compact adunat.
Înspre zonele de munte, la Bran mai ales, satele sunt risipite pe coline și văi. În cazul Săcelelor, se observă procesul de transformare, o dată cu trecerea către șes: partea veche, românească, se află pe coastă, într-o dispunere răsfirată. Sub influența șoselei mai noi, satele au coborât către aceasta, într-un aranjament de-a lungul drumului.

## Arhitectura caselor
Caracteristice Țării Bârsei au fost încăperile cu două camere: tinda și căscioara. Treptat, tinda a devenit odaia încălzită, prin strămutarea vetrei din căscioară. Chiar și în cetatea Brașovului, locuințele aveau de regulă două încăperi: o bucătărie și un atelier.
Trecerea la locuința cu trei încăperi a avut loc cu precădere în sec. al XVIII-lea, cu o pondere mai mare în sânul populației românești care practica, pe scară largă, creșterea animalelor, acumulând astfel averi însemnate. Noua încăpere a devenit „casa mare” (nume păstrat și astăzi, când în Brașov se mai spune „a intra în casă” cu sensul de sufragerie sau dormitor), în care erau ținute lucrurile mai de preț și în care erau primiți oaspeții etc. O casă din Țara Bârsei, construită în 1844, avea tinda la mijloc, căscioara și casa mare de-o parte și de alta, iar cămara, având și o intrare separată, se afla în continuarea căscioarei. În Brașov, atelierele și bucătăriile au fost mutate către fundul curții și la etaj, înspre stradă existând prăvălia de desfacere a mărfurilor.
În prima jumătate a sec. al XIX-lea începe să fie folosită cărămida ca material de bază în construcții. Anterior, doar cetatea Brașovului avea case durate din piatră, în urma unei hotărâri a conducerii, ulterioare incendiului din 1689. În a doua jumătate a secolului XIX încep să apară casele cu două caturi, mai ales la oraș, în timp ce la sate ele rămân în continuare cu un singur etaj, multă vreme.
Specifice Branului îi sunt grajdiul de oi lipit în exterior de acareturi precum și gospodăriile cu ocol întărit. Aceste tipuri de gospodării prezintă așezarea acareturilor pe toate laturile ocolului, formând o mică cetate întărită. Fața construcțiilor — realizate din lemn — este orientată către interior, iar curtea se pietruiește de cele mai multe ori. Casele sunt clădite „stânește”, bârnele fiind crestate la margini și suprapuse.
Casele săsești aveau latura mai scurtă înspre stradă. Acoperișurile erau specifice, în două ape, prezentând înspre fațadă o mică structură piramidală de țigle, ce rezulta în urma intrării mai înăuntru a căpriorilor.
Porțile gospodăriilor sunt largi, pentru a putea permite carelor încărcate să intre pe sub ele. Se remarcă bogăția decorării lor, mai ales când sunt realizate integral din lemn. Specific Șcheiului îi erau ciocanele de bătut în poartă în formă de șarpe răsucit.
Vezi și: Arhitectura Brașovului

## Creșterea animalelor. Comerțul cu animale și produse animaliere
Oieritul a reprezentat o activitate străveche în Țara Bârsei. Animalele se creșteau ușor și se înmulțeau repede. Transhumanța păstorilor și a turmelor era un obicei anual. Aceștia iernau peste Carpați, în Bărăgan, lunca Dunării (avale de Giurgiu), în bălțile Brăilei și Ialomiței, în sudul Moldovei și în Dobrogea. În zona satelor brănene și săcelene s-a constatat existența unei transhumanțe duble, de o amploare însemnată. Datorită faptului că versanții nordici ai Carpaților bârsani nu puteau asigura destule suprafețe de pășuni pentru vărat, marii proprietari de turme închiriau pajiști pe versantul sudic, în Țara Românească.
Juzi sau foști juzi ai Brașovului au avut și ei însemnate turme de oi. În 1653 marele comis Radu îi scrie fostului jude Mihai că „pentru rândul oilor, va înțelege din cartea Măriei Sale”. Hărman Mihai Brașoveanul primește de la Duca vodă îngăduința de a-și ține oile în Moldova, fără bir, cu condiția ca ciobanii să fie bârsani. Constantin Brâncoveanu scria magistratului brașovean, în 1707, că deși toate stările din țara sa erau datoare a plăti birul după numărul vitelor deținute, totuși oile brașovenilor „vor fi nesupărate, și ale dumneavoastră judeților și ale fălnogilor”. Ulterior, datorită creșterii pretențiilor otomane, păstorii brașoveni for fi nevoiți să plătească taxe, ori să vândă chiar și 13 oi dintr-o sută pe un preț de nimic. Abia în 1765 numărul acestora scade la 7 dintr-o sută. În cele din urmă s-a ajuns la un consens, astfel încât negustorii din țara Românească aveau dreptul să cumpere, la prima mână, oile disponibile spre vânzare ale păstorilor bârsani. Prețul era negociat și, oricum, mai bun decât cel al turcilor. Pentru a-și apăra interesele, oierii săceleni s-au constituit, după 1800, într-o asociație numită „Compania oierilor săceleni”.
La începutul secolului XIX, datorită practicării tot mai anevoioase a transhumanței, mulți dintre marii proprietari de turme de oi le-au vândut, reprofilându-se pe comerț.
Pe lângă stâne se țineau porci, iar vite mari și cai se creșteau din plin în Săcele. Printre cei mai de frunte deținători de Herghelii din mocănime sunt Radu Moroianu, Moldovan, Popa-Sorici și Ion Vlad Șeitan. Acesta din urmă, împreună cu alți proprietari, pe la 1832 și-a pierdut întreaga herghelie în Bărăgan, în urma unui vifor năprasnic. La începutul secolului XIX, din încrucișarea vitelor din Ialomița și Bărăgan cu cele ale proprietarilor săceleni Radu Moroianu și Nicolae Pană și ale brăneanului Simedria, a rezultat rasa autohtonă sura de stepă.
Comerțul cu produse animaliere a fost frecvent în această zonă. Lâna, carnea, blănurile, pieile, produsele lactate au adus un mare câștig proprietarilor de turme și vânătorilor. Privilegiul comercial acordat de Mircea cel Bătrân brașovenilor, în 1413, prevedea mai multe taxe pentru piei și blănuri de fiară. Șcheienii se ocupau cu comerțul peștelui, adus cu carul de la baltă.

## Cărăușia și comerțul cu produse meșteșugărești
În baza privilegiilor acordate de către principii Ardealului, cărăușia spre Țara Românească și Balcani, precum și spre Europa Centrală era făcută de către locuitorii din Săcele, Râșnov, Tohan, Sohodol, Cristian și Zărnești. Spre sfârșitul secolului al XVIII.lea, la Zărnești, 112 gospodari aveau ca singură sursă de câștig transportul mărfurilor cu diligența. Ei efectuau călătorii către Pesta și Viena, înhămând câte 10-12 cai.
Negoțul cu produse casnice din zonă era asigurat de către românii și sașii din Brașov și suburbiile acestuia. Privilegiile date de Vlaicu Vodă și Mircea cel Bătrân fuseseră acordate pentru „toți cetățenii, musafirii și locuitorii cetății Brașovului, al întegului ținut al Bârsei”. De-a lungul vremii, domnitori români au acordat mai multe privilegii comerciale brașovenilor și locuitorilor bârsani.
De la Brașov proveneau mărfuri de calitate, așa numitele brașoveníi, apreciate chiar însuși papa Honoriu al III-lea, care printr-o diplomă îi scutea pe locuitorii acestei țări de vămi. Ulterior, brașoveniile au devenit produse de referință, orașul din care proveneau cunoscând o prosperitate excepțională. În secolul XVIII, în Brașov existau aproape 50 de bresle.
O dată cu sporirea cuantumului vămilor și a obligațiilor, s-au înmulțit traversările clandestine ale munților, cu mărfuri ori animale. 
Înspre secolul XIX, turmele de oi au început să cauzeze multe dificultăți și pierderi. Drept urmare, ele au fost vândute în mare parte, iar foștii proprietari și-au cumpărat vii în Țara Românească, ori ateliere meșteșugărești. Șcheienii, în special, au primit scutiri ori reduceri de bir pentru produsele viniere trecute prin vamă, precum și pentru produsele meșteșugărești pe care le vindeau în Țara Românească. Ei s-au organizat într-o breaslă, pentru a face față mai ușor celorlalți negustori. Conducătorul breslei împărțea dajdia pe membrii comunității, după averea și greutățile casnice ale fiecăruia.

## Tradiții și obiceiuri
Borda este un obicei care prețuiește hărnicia oamenilor care au terminat secerișul. Specific acestui obicei este cununa de spice, purtată de fete.
Dărdaica, sărbătoare din Feldioara, se leagă de coacerea holdelor. Fete împodobite cu spice și flori colindă casele gospodarilor, indiferent de etnie, cântând și dansând „Taci dărdaică, nu mai plânge!”.
Târgul feciorilor din Săcele se ține anual, în luna iulie.
Alte obiceiuri ale maghiarilor sunt dansul borica (borița) la ceangăii din Șapte Sate (zona Săcele), lúdnyakszorítás (ruperea gâtului gâștei) și tyúknyakszorítás (ruperea gâtului găinii) la Crizbav și Satul Nou, precum și kakasütés (împușcatul cocoșului) în Apața. 

### Junii Brașoveni

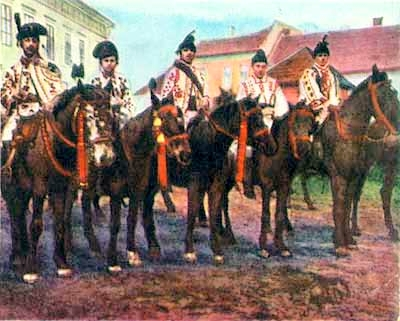
Juni brașoveni, delegați la Marea Adunare Națională de la Alba Iulia din 1918

În fiecare an, în Șcheii Brașovului, în prima duminică de după Paști - a Tomii - atât brașovenii cât și turiștii asistă la un spectacol cu elemente de mit, rit, ceremonial și magie. Este vorba despre defilarea junilor și manifestarea obiceiurilor pe carea aceștia le-au moștenit din timpuri străvechi. „Junii trebuie priviți ca un rest de epocă păgână, o străveche serbare de primăvară, care serbează reînvierea naturii, învingerea soarelui asupra asprimii și gerului iernii, începutul vieții noi... iar serbarea trebuie considerată ca un cult religios precreștin, confirmată și de împrejurarea că ea se petrece tot timpul pe dealuri, fiind un obicei cunoscut încă de la daci” (Julius Teutsch, cronicar sas). Junii din Șchei și cei din Brașovul Vechi împart tradiții comune și au fost uniți spațial, înainte de venirea sașilor, care treptat i-au despărțit cu Cetatea. Abia după 1918 li s-a permis revenirea în Șchei a brașovechenilor. Imediat după venirea comuniștilor la putere, sărbătoarea junilor a fost interzisă, costumele junilor fiind distruse de către activiști. Obiceiul a fost reluat în anii '70. Există mai multe grupuri de juni, după cum urmează:  Junii Tineri, Junii Curcani, Junii Bătrâni, Junii Dorobanți, Junii Albiori, Junii Roșiori și Junii Brașovecheni.

### Borița
Unul dintre obiceiurile comune celor trei etnii din Țara Bârsei este Burduhoaza/Baricajárás/Burtzel, ce reprezintă același personaj în toate trei culturile. Este cunoscut mai degrabă prin numele slav „Borița” și este practicat exclusiv de ceangăi, pe 28 decembrie. Costumul și jocul în sine reprezintă o variantă a călușarilor. Peste cămașă, jucătorii (în număr par) poartă două brâie de piele, împodobite cu nasturi și așezate cruciș pe umeri. Deși ceangăii poartă în mod obișnuit cizme, de data aceasta ei sunt încălțați cu opinci, la călcâi având „pintin”, iar la glezne clopoței. Mai demult, ei purtau toporiști, mai la urmă însă o lopățică de mărimea maiului. Jucătorii sunt conduși de un „vătaf” și au în ceată două personaje caraghioase, mute, numite „cuca”. Acești cuci purtau mai demult săbii de lemn, astăzi ei au însă un bici. O veche descriere a boriței, narată de István Zajzoni Rab în Orszag Tükre (1862), prezintă un joc mimic al cucilor: unul dintre ei murea, ceilalți reușind să îl învie. Steagul cetei este înlocuit de un brad („tebe”) împodobit cu hârtii colorate, mere, nuci aurite etc. Influența românească este clară, în opinia lui Sulzer și a lui Romulus Vuia, în primul rând în costumație și în termenii utilizați.

### Fărșangul
Anual, la Apața, se ține sărbătoarea Fărșangului, ce marchează reînvierea naturii. Participanții, costumați cu măști ce simbolizează logodna și nunta, parcurg comuna într-un car alegoric. Gălăgia produsă de participanți este menită alungării spiritelor nefaste, a anotimpului rece și neroditor. Acestora le sunt oferite de către sătenii pe care îi întâlnesc în cale ouă, pălincă, bani sau gogoși.

### Logodna și nunta
În mare, ciclul nupțial din Țara Bârsei nu diferă ca desfășurare de cele din restul Transilvaniei. În acest paragraf vor fi abordate doar manifestările secvențele specifice acestei zone.
Un obicei aparte în Țara Bârsei îl reprezintă logodna și nunta în familiile mocanilor săceleni, în care educația fecioarelor era deosebit de severă. Astfel, fetele săcelence nu aveau voie să iasă din curte, în caz contrar suferind o aspră pedeapsă din partea părinților, precum și o dezaprobare generală în sat. Singurele excepții erau puține sărbători, în urma cărora trebuiau să se întoarcă repede acasă. Nu de puține ori, fetele surprinse de către flăcăi în zori, cărând apă, lăsau gălețile în uliță și fugeau să se ascundă în curte. În gardurile vechi, se mai pot vedea și astăzi găuri prin care fetele se uitau după băieții de pe uliță. Acest obicei a dat naștere și la un cântec popular: „Fetili de la Săcele / Se uită prin găurele”. De asemenea, la șezătorile de iarnă participau numai femei și fete. De cele mai multe ori, nunțile erau aranjate de către părinți, săcelencele cunoscându-și viitorul soț numai după ce acesta cobora de la stână. După Primul Război Mondial, acest stil de viață a fost părăsit.
Zestrea fetelor din zona Săcelelor și a Branului era trecută pe așa numitele „foi de zestre”.
Nunta propriu-zisă era condusă în zona Brașovului de către un „starosti”. În ziua nunții, o ceată de flăcăi călărea înaintea mirelui pentru a anunța sosirea acestuia la casa miresii. Cel care sosea primul era premiat de către aceasta cu un colac și un ștergar ales de ea. După nuntă, la intrarea în casa bărbatului, pe capul miresei se pune caș și pâine, ca simbol al bogăției.

## Jocuri populare

### Românești

Brașoveanca, jucată de perechi îmbrăcate în costumul popular bârsan

Cel mai popular joc românesc din Țara Bârsei este Brașoveanca, dansat în zilele noastre la toate nunțile românilor. Jocul a fost conservat, vreme de secole, de către junii din Șcheii Brașovului, fiind unul dintre jocurile obligatorii de știut de către tinerii și băiatele care ieșeau la cele patru jocuri strămoșești din Șchei. Jocul este și astăzi jucat de către juni cu ocazia jocurilor strămoșești și la petrecerile câmpenești pe care le organizează în fiecare an. 
Zona coregrafică Bran-Zărnești cuprinde în medie circa 30 de jocuri cu o mare diversitate tipologică.
Brâul ocupă primul loc în această categorie. Acesta este de mai multe tipuri și variante. Brâiele mocănești — jocuri prin excelență bărbătești — sunt executate în semicerc, dansatorii fiind prinși de brâu, ori de umeri. Mișcările circulare sunt alternate cu figuri virtuoase, executate pe loc: bătăi de palme ori în pinteni — fie în săritură, fie pe sol —, cârlige, flexiuni etc. Ritmul melodiei este binar sincopat iar mișcarea este viguroasă. Principalele tipuri de brâu mocănesc sunt:
- Brâul bătrân pe trei, considerat cel mai vechi tip dintre cele locale. Motivele sunt pe trei măsuri ce se succed liber, iar cel care comandă schimbarea este conducătorul de joc.
- Brâul pe nouă are motive pe patru măsuri, schimbarea având loc tot la comanda conducătorului de joc.
- Slănicul este mai larg răspândit, iar motivele sale sunt pe două măsuri ce se succed în două faze. Conducătorul de joc comandă schimbarea lor, în concordanță cu fraza muzicală.
- Brâul zbarcii prezintă și el cele două faze de la Slănic, anume promenada în jurul spațiului de joc și bătăi pe loc, ele succedându-se fix în concordanță cu fraza muzicală.

De doi sau Ca la Breaza este un joc cu o amplă arie de răspândire în România. Formele lor de desfășurare sunt variante: perechi în linie și în cerc, ori grup în cerc. Prizele între dansatori sunt multiple: de o mână, de ambele, de mijloc, încrucișat la spate etc. Ritmul este binar sincopat cu formula de bază, ceea ce duce la apariția pașilor săltați, a învârtirilor, piruetelor, bătăilor pe sol etc. Mărunțica este o variație locală a acestui joc, cu diferențe în structura ritmică.
Arțăgana reprezintă varianta locală a Hațeganei, fiind jucată de perechi în coloană. Jocul cuprinde două părți, anume o promenadă în jurul spațiului de joc, cu pași lini pe tempo moderat, respectiv învârtiri vioaie în ambele sensuri. Alternanța fazelor se face în concordanță cu fraza muzicală. Partenerii se prind de mână și, în cea de-a doua fază, se poziționează ca la polcă.
Hodoroaga (cunoscută și sub numele de Șchioapa, Papainoaga, Leasa) este o horă mixtă, răspândită pe arie largă în centrul și sudul României, ce se joacă în cerc, dansatorii fiind dispuși în lanț de brațe îndoite. Ritmul e asimetric (5/8) și mișcarea e vioaie.